# Вімблдонський турнір 2013
Вімблдонський турнір 2013 проходив з 24 червня по 7 липня 2013 року на кортах Всеанглійського клубу лаун-тенісу і крокету в передмісті Лондона Вімблдоні. Це буде 127-ий Вімблдонський чемпіонат, а також третій турнір Великого шолома з початку року.  Турнір входить до програм ATP та WTA турів.

## Божевільна середа
Засоби масової інформації охрестили середу, 26 червня, «чорною», «дикою», «найбожевільнішим днем за всю історію» через вибуття з турніру великого числа сіяних гравців. Вікторія Азаренко, Жо-Вілфрід Тсонга, Марин Чилич, Джон Існер знялися через травми, програли свої матчі нетитулованим тенісистам Роджер Федерер, Марія Шарапова, Каролін Возняцкі, Ана Іванович. До того ж, напередодні вилетів один із фаворитів чоловічого турніру Рафаель Надаль.  

## Результати фіналів

### Дорослі
Чоловіки, одиночний розряд
 Енді Маррей переміг  Новака Джоковича, 6–4, 7–5, 6–4
Жінки, одиночний розряд
 Маріон Бартолі перемогла  Сабіне Лісіцкі, 6-1, 6-4
Чоловіки, парний розряд
 Боб Браян /  Майк Браян перемогли пару  Іван Додіг /  Марселу Мелу 3–6, 6–3, 6–4, 6–4
Жінки, парний розряд
 Сє Шувей /  Пен Шуай перемогли пару  Ешлі Барті /  Кейсі Деллаква 7–6(7–1), 6–1
Мікст
 Даніел Нестор /  Крістіна Младенович перемогли пару
 Бруно Суареш /  Ліза Реймонд, 6-7, 6-2, 8-6  

### Юніори
Хлопці, одиночний розряд
 Джанлуїджі Квінці переміг  Хьон Чуна, 7–5, 7–6(7–2)
Дівчата, одиночний розряд
 Белінда Бенчич перемогла  Тейлор Таунсенд, 4-6, 6-1, 6-4
Хлопці, парний розряд
 Танасі Коккінакіс /  Нік Киріос перемогли пару  Ензо Куако /  Стефано Наполітано, 6–2, 6–3 
Дівчата, парний розряд
 Барбора Крейчикова /  Катержина Сінякова перемогли пару  Ангеліна Калініна /  Ірина Шиманович, 6–3, 6–1

## Виноски
1. ↑  Архівована копія. Архів оригіналу за 1 липня 2013. Процитовано 27 червня 2013.{{cite web}}:  Обслуговування CS1: Сторінки з текстом «archived copy» як значення параметру title (посилання)